# Yumká

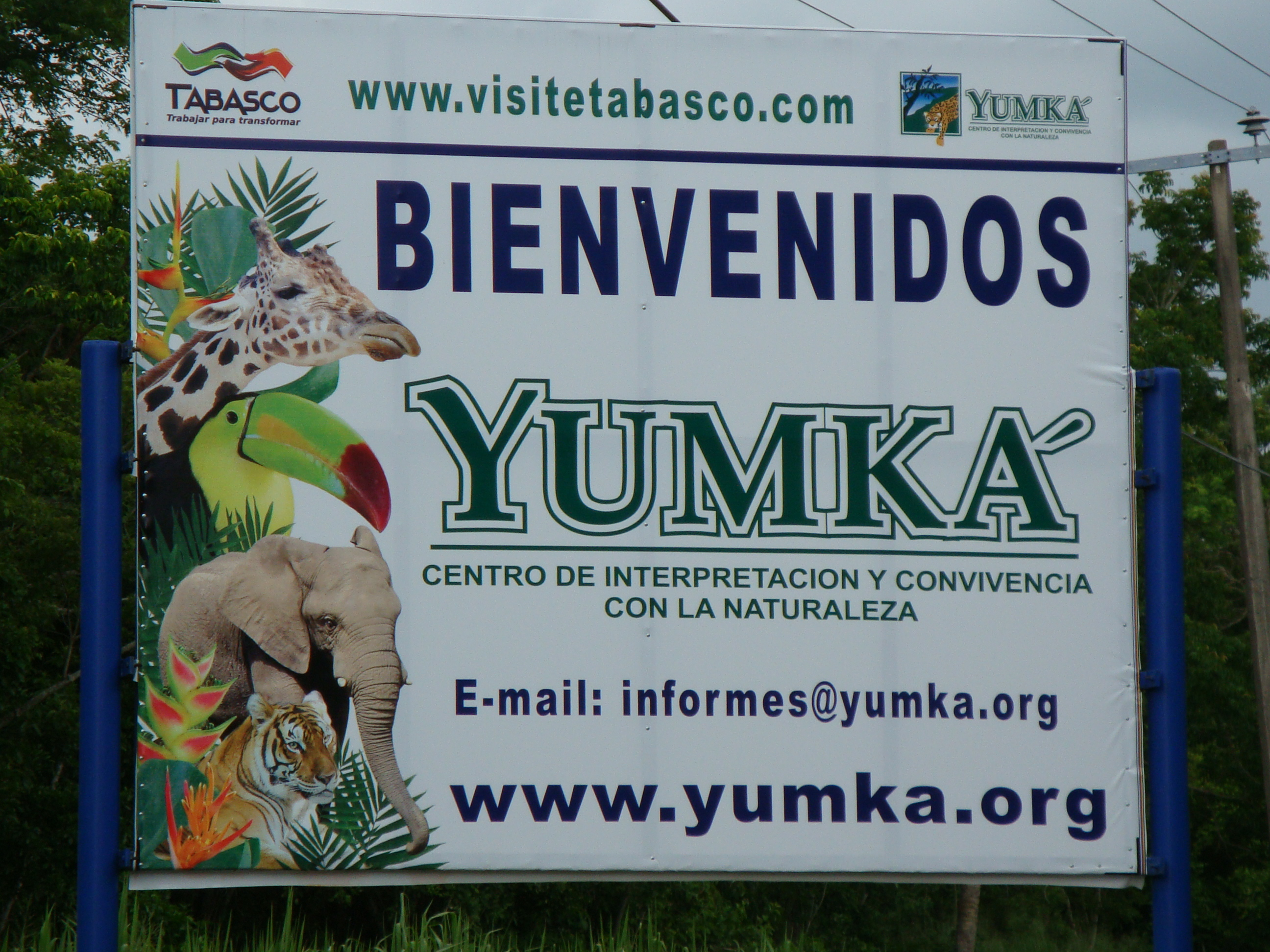
Entrada al parque

Yumká es una reserva ecológica (en la modalidad de centro de interpretación de la naturaleza) ubicada en Villahermosa, Tabasco, México y cuyo fin principal es promover la educación ambiental, la conservación y la protección de las especies dentro del estado de Tabasco.
El centro es actualmente dirigido por la bióloga Alinka Vanessa Olea y Wagner, y cuenta un número aproximado de 946 individuos de alrededor de 80 especies de animales distintas que se encuentran distribuidas en distintas secciones: selva, sabana africana y sabana asiática, aviario y mini aviario distribuidas en 101 hectáreas.

## Etimología
La palabra Yumká significa en maya ‘duende que cuida de la selva y los animales’. Los chontales creían firmemente en la existencia de un personaje que cuidaba de las plantas y los animales, al que llamaban Yumká.

## Historia
El Yumká es un proyecto iniciado el 19 de diciembre de 1987 a raíz de la declaración de área natural protegida de las 101 hectáreas que conforman la zona. Sin embargo, fue hasta el 23 de mayo de 1993 cuando el centro abrió sus puertas al público, con el propósito de promover la conservación de las especies que habitan el estado.
Actualmente, el centro recibe alrededor de 250 personas diariamente, entre las cuales se encuentran turistas locales y foráneos, estudiantes e investigadores.
En el año 2000, ingresó como directora del Yumká la M.V.Z. (Médico Veterinario Zootecnista) Laura Elena Palacios Cordova, cuya administración duró dos sexenios, es decir, hasta el año 2012. Cabe mencionar que existen registros de ese periodo donde supuestamente se realizaron intercambios de animales exóticos con distintas comercializadoras de animales dentro del país mismas que eran poco equitativa, ejemplo de esto el intercambio donde el Yumká entregó hasta cinco hipopótamos a cambio de recibir 20 o 30 peces de la especie tilapia, paleta, azuleja, entre otros, tomando en cuenta que un hipopótamo tenía un costo aproximado de $50 000 pesos y el valor de 50 peces era de $1250 (mil doscientos cincuenta pesos), por lo cual en la actualidad se encuentra iniciado un procedimiento en la Contraloría del Estado de Tabasco, ya que no es el único caso, pues se estima que la pérdida aproximada generada en los intercambios del periodo 2000-2012 asciende a 4.5 millones de pesos. Así mismo, en ese mismo periodo se estima una pérdida de animales por muerte o intercambio de un total de 1796, por lo que a fines del año 2012 quedaba apenas un total de 686 animales en la reserva ecológica. En cuanto a los ingresos, el Yumká obtuvo del año 2010 al 2012 un total aproximado de $37 400 000.
Durante el periodo del 2013 al 2015 se reportó la baja de algunos animales bajo la dirección de la M.V.Z. Cristell Pérez Arévalo por muertes e intercambios; un total de 162 animales. El fallecimiento de diversas especies llevó al Congreso local a solicitar la comparecencia de la directora, misma que fue criticada por la sociedad al responder ante los cuestionamientos de los reporteros citando que: “los animales no son inmortales”. Se decía que, a pesar de contar con un presupuesto anual suficiente, muchos animales se encontraban con graves problemas de salud debido a su avanzada edad, y se sospechaba de la muerte dolosa de algunas de las especies dadas de baja, por lo que en la actualidad existen investigaciones iniciadas con las autoridades correspondientes, tal como declaró Arturo Nuñez Jiménez, exgobernador de Tabasco, “la autopsia que se le hizo a los hipopótamos reflejó que tenían cianuro [...] Fue la mano humano la que lo puso en disposición de esos animales [...] Eran tres hipopótamos y a los tres los mataron [...]”. Aun así, hasta el mes de mayo del año 2016 había un total de 819 ejemplares en el Yumká. Dentro de los avances en la infraestructura bajo la dirección de Pérez Arévalo, se realizó el lanzamiento de la nueva imagen del Yumká, la modernización de las áreas y la inauguración de juegos infantiles y juegos extremos. De igual forma, a fines del año 2015 e inicios de 2016 se inició la construcción de tres nuevos recintos para algunas especies, como el recinto para monos araña, felinos y flamingos, y la construcción de un nuevo puente colgante dentro de la selva. En cuanto a los ingresos, el Yumká recaudó aproximadamente $44 130 000 en el periodo de 2013 a 2015, fondos que fueron depositados al Gobierno del estado.
En la actualidad, se realizó la inauguración de los recintos de monos araña, flamingos y felinos, iniciados el año anterior.

## Vegetación
La reserva es especialmente rica en flora, siendo contabilizados alrededor de 250 tipos distintos de especímenes, entre los que se encuentran orquídeas, helechos, bromelias, árboles de huapaque, entre otros. También hay cacao y plátano.

## Los recorridos
Yumká es un parque temático, con un clima cálido-húmedo, que recrea el ambiente de la flora y fauna tanto de América como de África, aunque la mayor parte de los animales y plantas que alberga son originarios del estado de Tabasco. El parque presenta dos tipos de ecosistemas: el terrestre —formado por la sabana y la selva— y el acuático —conformado por dos lagunas—.
El recorrido del área de selva se realiza a pie a través de un sendero en el que un guía va explicando las diversas especies de árboles, plantas y animales existentes en la zona. Durante el recorrido es posible apreciar algunos animales en libertad como venados, mapaches, ardillas, mono aullador, iguanas o garrobos, mientras que los felinos y otras especies se encuentran en jaulas donde pueden ser vistos. Posteriormente se cruza un puente colgante que atraviesa una parte de la laguna.
En la zona de la sabana, el recorrido se realiza en un tren desde el cual los visitantes pueden apreciar y tomar fotografías de los diversos animales que conforman este ecosistema. El tren hace una escala en el área de la laguna y en la casa club, en donde los visitantes pueden apreciar el manatí, hacer recorridos en lanchas o disfrutar de algunos juegos.

## Áreas

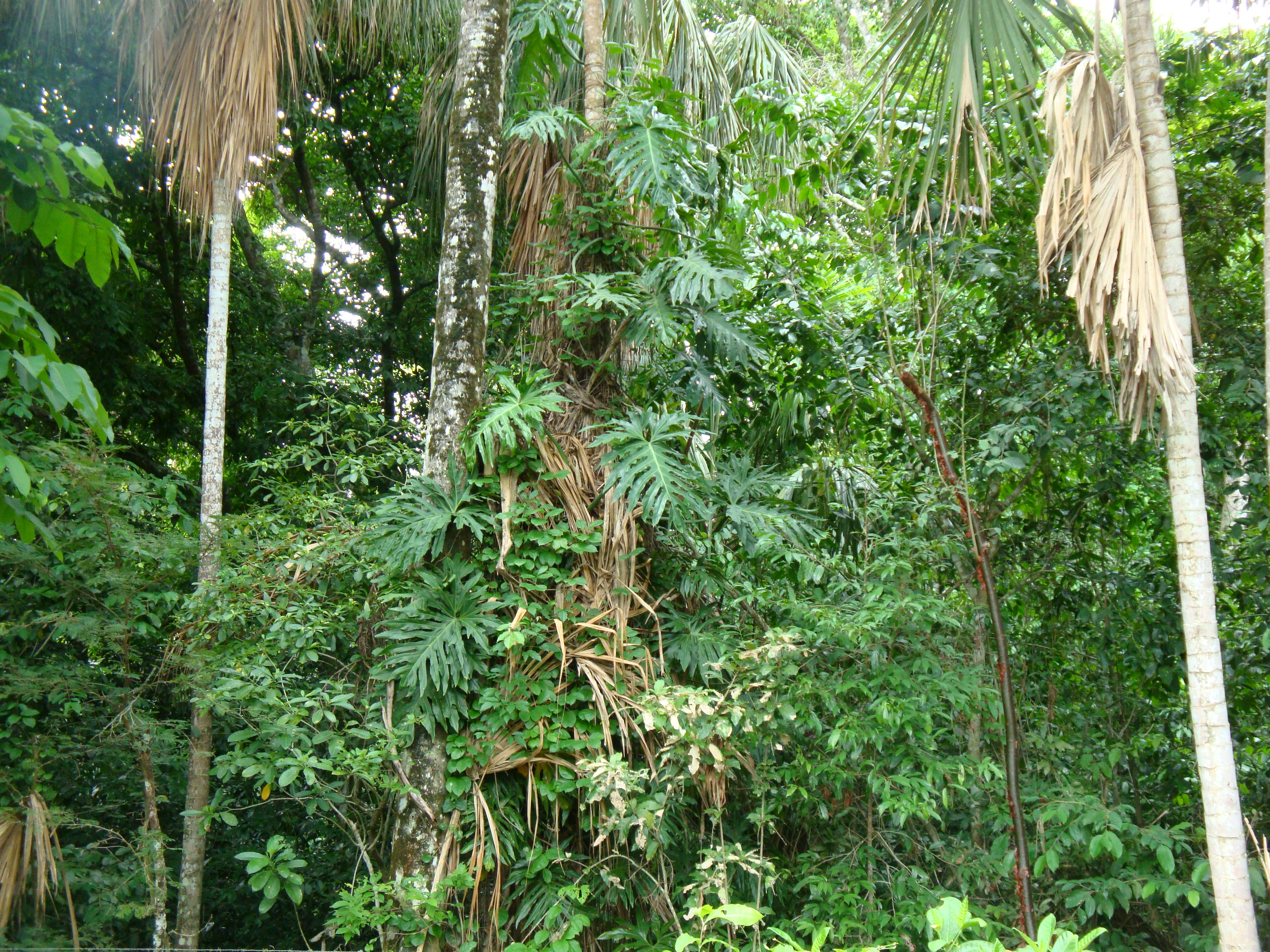
Área de selva en el Yumká

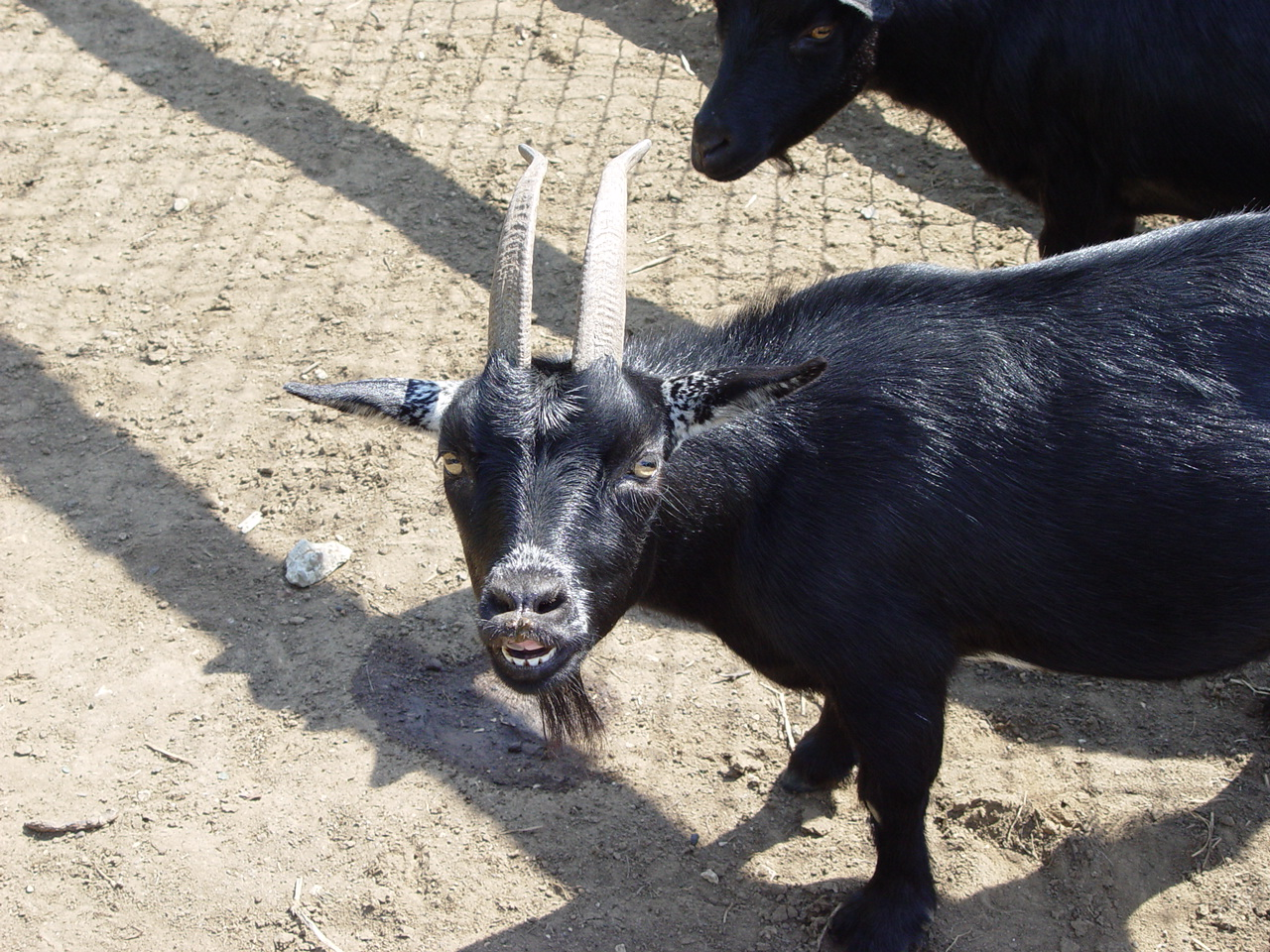
Cabra

En el Yumká se ofrece un espacio de protección para diversas especies de animales, ya sean originarios de Tabasco o bien originarios de otros territorios, como África o Asia. Para la conservación de las especies, se recrea su área de origen a través de la división del parque en tres grandes bloques: la selva, la sabana y la laguna.

### Selva
Este hábitat es el segundo ecosistema más extenso de la reserva, conformada por 33 hectáreas, siendo este el hábitat original de la región. Este se divide en la selva, el mandatario, el orquideario y en el área de tigres de bengala. En el área de selva es posible encontrar animales como jaguares, guacamayas, tapires, manatíes, entre otros. El recorrido se realiza a por un sendero de 700 metros, para luego atravesar un puente colgante.

### Sabana

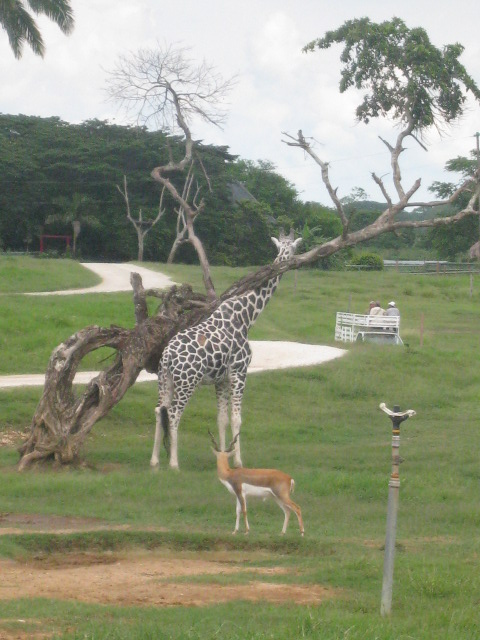
Jirafa en la zona de la sabana

Esta área, a pesar de no ser la más extensa, contando con 26 hectáreas, es la que posee mayor cantidad de fauna, conformada por diversos tipos de antílopes, cebras, avestruces, elefantes, jirafas, hurones, rinocerontes, entre otros. El recorrido de esta área es realizado dentro de un tren de safari con vagones, donde es posible apreciar a los especímenes, previamente mencionados, en libertad.

### Laguna
La laguna, a pesar de ser el área más extensa, con 42 hectáreas, es el área que posee menos especímenes dentro de la reserva. Sin embargo, estos especímenes pueden ser considerados como los más representativos, pues casi todos los especímenes registrados son originarios del estado, siendo estos el cocodrilo de pantano, el cocodrilo Morelet, el manatí del Caribe y el hipopótamo de río.

### Herpetario
En esta sección se pueden encontrar diferentes especies de serpientes en vitrinas estratégicamente ubicadas para que puedan ser observadas por los visitantes, quienes también pueden tomarse fotos con ellas.

### Aviario
En este lugar se pueden observar diferentes especies de aves viviendo en un hábitat parecido a su entorno natural, además el visitante podrá convivir e interactuar con ellas. Dentro de las especies que se pueden apreciar en el aviario se encuentran: tucanes, loros, guacamayas, garzas, papagayos, cacatúas y muchos otros más.

### Manatinario
En esta área se puede admirar a esta especie que desafortunadamente se encuentra en peligro de extinción. Los visitantes pueden eventualmente y si las condiciones lo permiten, interactuar y tomarse fotografías con ellos, o simplemente escuchar las explicaciones de los guías.

### Orquideario
En el orquideario hay más de 43 especies diferentes de estas exóticas flores esparcidas en un jardín tropical que llevará al visitante por diversos senderos donde podrá apreciar su belleza y esplendor.

## Servicios
El Yumká ofrece a los visitantes:
- Estacionamiento
- Servicio de guardaequipaje
- Tiendas
- Juegos infantiles
- Sanitarios

| Imágenes del Parque ecológico Yumká   |            |                        |                    |                    |
|                                       |            |                        |                    |                    |
| Recepción, tienda y área de servicios | Trenecito  | Una de las dos lagunas | El puente colgante | Vereda en la selva |
|                                       |            |                        |                    |                    |
| Guacamayas en el aviario              | Herpetario | Cebra                  | Elefante           | Rinocerontes       |